# فرخ نعمتی
فرخ نعمتی (زادهٔ ۱ آذر ۱۳۳۰) در تهران، بازیگر اهل ایران است.
نعمتی فارغ‌التحصیل رشته مدیریت اقتصادی است، در سال ۵۸ با نمایش لمون با در تئاتر کار خود را آغاز کرد و در سال ۶۲ با مجموعه تلویزیونی نوروزنامه وارد تلویزیون شد. در سال ۶۳ نیز با فیلم زائر خلف اولین بازی خود در سینما را تجربه کرد. او همسر سهیلا رضوی بازیگر سینما و تلویزیون است.

## فیلم‌شناسی

### سینما
- علفزار (۱۴۰۰، کاظم دانشی)[۱]
- دشت خاموش (١٣٩٨، احمد بهرامی)
- سینما شهرقصه (۱۳۹۸، کیوان علیمحمدی، علی اکبر حیدری)
- پسرکشی (١٣٩٨، محمدهادی کریمی)
- سرو زیر آب (۱۳۹۶، محمدعلی باشه آهنگر)
- امپراطور جهنم (۱۳۹۵، پرویز شیخ طادی)
- در مسیر باران (۱۳۹۵، حامد کاتبی)
- گیلدا (۱۳۹۵، امید بنکدار، کیوان علیمحمدی)
- کمدی انسانی (۱۳۹۵، محمدهادی کریمی)
- یتیم‌خانه ایران (۱۳۹۴، ابوالقاسم طالبی)
- ذوب شدن پادشاه (۱۳۹۳، هوتن زنگنه پور)
- بشارت به یک شهروند هزاره سوم (۱۳۹۱، محمدهادی کریمی)
- اینجا شهر دیگری است (۱۳۹۰، احمدرضا گرشاسبی)
- چک (۱۳۹۰، کاظم راست گفتار)
- برف روی شیروانی داغ (۱۳۸۹، محمدهادی کریمی)
- پریناز (۱۳۸۹، بهرام بهرامیان)
- تردید (١٣٨٧، واروژ کریم‌مسیحی)
- آتش سبز (۱۳۸۶، محمدرضا اصلانی)
- خواب لیلا (۱۳۸۶، مهرداد میرفلاح)
- راه طی‌شده (۱۳۸۴، عباس رافعی)
- ماهی‌ها عاشق می‌شوند (۱۳۸۳، علی رفیعی)
- سیندرلا (۱۳۸۰، بیژن بیرنگ، مسعود رسام)
- صنم (۱۳۷۸، رفیع پیتز)
- تابلویی برای عشق (۱۳۷۶، حسینعلی لیالستانی)
- هتل کارتن (۱۳۷۵، سیروس الوند)
- جمیل (۱۳۶۶، احمد بخشی)
- محموله (۱۳۶۶، سیروس الوند)
- تشکیلات (۱۳۶۵، منوچهر مصيری)
- سراب (۱۳۶۵، سعید اسدی، حمید تمجیدی)
- زائر خلف (۱۳۶۳، یدالله نوعصری)

### تلویزیون
| سال       | نام                          | کارگردان                   | توضیحات                                                       |
| --------- | ---------------------------- | -------------------------- | ------------------------------------------------------------- |
| ۱۴۰۱      | آتش و باد                    | مجتبی راعی                 | پخش از اسفند ۱۴۰۱ شبکه سه                                     |
| ١۴٠٠      | کلبه ای در مه                | حسن لفافیان                | شبکه سه                                                       |
| ۱۳۹٨      | وارش                         | احمد کاوری                 | آذر-دی ۱۳۹۸ شبکه سه                                           |
| ١٣٩٨      | بانوی سردار                  | پرویز شیخ طادی             | مرداد ١٣٩۸ شبکه سه                                            |
| ۱۳۹۷      | تاریکی شب، روشنایی روز       | حجت قاسم‌زاده اصل           | زمستان ۱۳۹۷ شبکه دو                                           |
| ۱۳۹۷      | سر دلبران                    | محمدحسین لطیفی             | رمضان ۱۳۹۷ شبکه یک                                            |
| ۱۳۹۷      | ایراندخت                     | محمدرضا ورزی               | شبکه ۱                                                        |
| ١٣٩۶      | ستارخان                      | محمدرضا ورزی               | شبکه ١                                                        |
| ۱۳۹۶      | تله‌فیلم «دیوارهای یخی»       | محمود معظمی                | شبکه ۱                                                        |
| ۱۳۹۵-۱۳۹۶ | تله‌تئاتر «بلندی‌های زیر پا»   | محسن معینی                 | شبکه ۴                                                        |
| ۱۳۹۵      | در قصه‌ها زندگی می‌کنند        | داود بیدل                  | شبکه ۲                                                        |
| ۱۳۹۴–۱۳۹۲ | آسمان من                     | محمدرضا آهنج               | ساخت آن، از سال ۱۳۹۲ آغاز شد.                                 |
| ۱۳۹۳      | فاخته                        | محمود معظمی                | رمضان ۹۳ شبکه دو در نقش پرویز                                 |
| ۱۳۹۲      | یادآوری                      | حجت قاسم‌زاده اصل           | نخستین سریال تولیدی شبکه آی‌فیلم                               |
| ۱۳۹۲      | ستاره حیات                   | جواد ارشاد                 | شبکه ۳                                                        |
| ۱۳۹۱      | تله‌فیلم «قصه‌گو»              | مصطفی کوشکی                | شبکه ۲                                                        |
| ۱۳۹۱      | حیرانی                       | امید بنکدار كيوان عليمحمدي | شبکه ۱                                                        |
| ۱۳۹۱      | مستند داستانی «زندیه»        | پویان کاظمی                | شبکه استانی فارس                                              |
| ۱۳۹۰      | شاید برای شما هم اتفاق بیفتد | گروه کارگردانان            | شبکه تهران                                                    |
| ۱۳۹۰      | تله‌فیلم «آوا»                | فرید شکرایی                |                                                               |
| ۱۳۹۰      | سقوط یک فرشته                | بهرام بهرامیان             |                                                               |
| ۱۳۹۰–۱۳۸۹ | چاه پنجاه                    | اصغر هاشمی                 | ساخت آن نیمه‌تمام رها شد.                                      |
| ۱۳۸۸      | تله‌فیلم «بچه‌های محله گل‌ها»   | داریوش ربیعی               |                                                               |
| ۱۳۸۸      | تله‌فیلم «داستان دوست»        | سعید عقیقی                 |                                                               |
| ۱۳۸۸      | تله‌فیلم «ترانه پائیزی»       | بهمن زرین‌پور               | این تله فیلم، یکی از اپیزودهای مجموعه تلویزیونی «ده عکس» بود. |
| ۱۳۸۸      | سال‌های مشروطه                | محمدرضا ورزی               | شبکه ۱                                                        |
| ۱۳۸۸–۱۳۸۲ | مختارنامه                    | داوود میرباقری             | شبکه ۱                                                        |
| ۱۳۸۷–۱۳۸۲ | در چشم باد                   | مسعود جعفری جوزانی         | شبکه ۱                                                        |
| ۱۳۸۷      | شب می‌گذرد                    | راما قویدل                 | شبکه تهران                                                    |
| ۱۳۸۷      | آواز در باران                | صدرالدین شجره              | شبکه ۴                                                        |
| ۱۳۸۶      | تله‌فیلم «با من حرف بزن»      | آرش معیریان                |                                                               |
| ۱۳۸۶      | مدار صفر درجه                | حسن فتحی                   | شبکه ۱                                                        |
| ۱۳۸۴      | پای پیاده                    | اصغر توسلی                 | شبکه تهران                                                    |
| ۱۳۸۱      | روشنتر از خاموشی             | حسن فتحی                   | شبکه ۱                                                        |
| ۱۳۸۱      | ثارالله                      | شهریار بحرانی              | در نقش جناده انصاری                                           |
| ۱۳۸۱–۱۳۸۰ | آواز مه                      | حسینعلی لیالستانی          | شبکه ۱                                                        |
| ۱۳۸۰      | مرگ و پرگار                  | امیرعباس حسنی              | شبکه ۲                                                        |
| ۱۳۸۰      | غزل غزل‌ها                    | هوشنگ توکلی                | شبکه ۱                                                        |
| ۱۳۷۹–۱۳۷۵ | ولایت عشق                    | مهدی فخیم‌زاده              | شبکه ۱                                                        |
| ۱۳۷۷–۱۳۷۶ | فردا دیر است                 | حسن فتحی                   | شبکه ۳                                                        |
| ۱۳۷۵      | خانه سبز                     | مسعود رسام بیژن بیرنگ      | شبکه ۲                                                        |
| ۱۳۶۹      | عطر گل یاس                   | بهمن زرین پور              | شبکه ۱                                                        |
| ۱۳۶۷      | بخش چهار جراحی               | مسعود فروتن                | شبکه ۱                                                        |
| ۱۳۶۵      | مدرس                         | هوشنگ توکلی                | شبکه ۱                                                        |
| ۱۳۶۴      | تله‌تئاتر «گل یاس»            | محمود استادمحمد            | کارگردان تلویزیونی: «مسعود فروتن»                             |
| ۱۳۶۴      | تله‌تئاتر «منبع موثق»         | مهدی تقی‌نیا                | کارگردان تلویزیونی: «مسعود رسام»                              |
| ۱۳۶۳      | تله‌تئاتر «مرگ دستفروش»       | اکبر زنجانپور              | کارگردان تلویزیونی: «علی‌اصغر اوجانی» نویسنده: «آرتور میلر»    |
| ۱۳۶۳–۱۳۶۲ | نوروزنامه                    | مهوش جزایری                | در نوروز ۱۳۶۳ از شبکه ۱ پخش شد.                               |
| ۱۳۶۲      | تله‌تئاتر «لومومبا»           | هوشنگ توکلی                | کارگردان تلویزیونی: «علی‌اصغر اوجانی» نویسنده: «امه سزر»       |

### شبکهٔ نمایش خانگی
| سال       | نام    | سمت    | کارگردان       | نقش        | توضیحات |
| --------- | ------ | ------ | -------------- | ---------- | ------- |
| ١۴٠٠      | خاتون  | بازیگر | تینا پاکروان   | سرتیپ آریا | ٢٣ قسمت |
| ۹۵ - ۱۳۹۴ | آسپرین | بازیگر | فرهاد نجفی     | دکتر صبوری | ١٧ قسمت |
| ۱۴۰۱      | خونسرد | بازیگر | امیرحسین ترابی |            | ۱۸ قسمت |

### تئاتر
- انگار در چشمهای تو اسب می‌دود (۱۳۹۴)
- دژاوو (۱۳۹۴)
- دو مرد در یک اتاق (۱۳۹۲)
- ادیپوس (۱۳۹۲)

### صدا پیشگی
- انیمیشن سینمایی «آخرین داستان» (۱۳۹۸)